# Daniela Campos
Daniela Maria Voets Sousa Campos (* 31. März 2002 in Boliqueime) ist eine portugiesische Radrennfahrerin, die Rennen auf Straße, Bahn  und im Cyclocross bestreitet.

## Sportlicher Werdegang
Daniele Campos ist die Tochter einer niederländischen Mutter und eines portugiesischen Vaters. Im Alter von sechs Jahren lernte sie mit der Unterstützung ihres Vaters Pedro das Radfahren. Sie startete zunächst für den Verein BTT Terra de Loulé und später für das Team von Albufeira 5 Quinas.
2017 und 2018 wurde Campos portugiesische Jugend-Meisterin im Cyclocross. 2019 wurde sie nationale Junioren-Meisterin im Punktefahren auf der Bahn sowie im Straßenrennen. 2020 errang sie den nationalen Junioren-Titel im Einzelzeitfahren. Bei den Junioren-Europameisterschaften auf der Bahn wurde sie Europameisterin im Ausscheidungsfahren, Zweite im Punktefahren und belegte im Omnium Platz drei. Bei den Straßenradsport-Europameisterschaften 2020 wurde sie im Straßenrennen der Juniorinnen Fünfte sowie im Einzelzeitfahren Neunte.
2021 erhielt Daniela Campos einen Vertrag beim spanischen Team Bizkaia-Durango. Von 2021 bis 2024 war sie mehrfach portugiesische Meisterin im Straßenrennen und Einzelzeitfahren. Seit 2024 fährt sie für Eneicat-CMTeam, ein weiteres spanisches Kontinentalteam. Mit beiden Mannschaften war sie hauptsächlich bei Rennen in Spanien, Portugal und den Ländern Lateinamerikas am Start. Sie vertrat ihr Land mehrfach bei Welt- und Europameisterschaften sowie im olympische Straßenrennen 2024. 

## Erfolge

### Bahn
2019
- Portugiesische Junioren-Meisterin – Punktefahren

2020
- Junioren-Europameisterin – Ausscheidungsfahren
- Junioren-Europameisterschaft – Punktefahren
- Junioren-Europameisterschaft – Omnium

2022
- U23-Europameisterschaft – Scratch

2025
- Portugiesische Meisterin – Ausscheidungsfahren, Punktefahren, Scratch, Omnium

### Straße
2019
- Portugiesische Junioren-Meisterin – Straßenrennen

2020
- Portugiesische Junioren-Meisterin – Einzelzeitfahren

2021
- Portugiesische Meisterin – Einzelzeitfahren

2022
- Portugiesische Meisterin – Einzelzeitfahren, Straßenrennen
- Mittelmeerspiele – Straßenrennen

2024
- eine Etappe Vuelta Internacional Femenina a Guatemala
- Portugiesische Meisterin – Einzelzeitfahren, Straßenrennen
- eine Etappe und Nachwuchswertung Vuelta a Colombia Femenina Oro y Paz

2025
- Portugiesische Meisterin – Straßenrennen

### Cyclocross
2017
- Portugiesische Jugend-Meisterin

2018
- Portugiesische Jugend-Meisterin